# Nobuhle Dlamini
Pour les articles homonymes, voir Dlamini.
Nobuhle Dlamini, née le 6 novembre 1991, est une golfeuse professionnelle d'Eswatini, qui participe au Ladies European Tour (LET). Elle occupe la deuxième place du classement mondial de golf amateur en 2013 et est la première golfeuse professionnelle de son pays.

## Biographie

### Enfance
Le parcours de Dlamini dans le golf commence à l'âge de 12 ans lorsque son père, Johannes Dlamini, l'initie au jeu. Il est un golfeur autodidacte et a appris comme caddie au Royal Swazi Sun Country Club. Dlamini déménage du Swaziland à Johannesburg, en Afrique du Sud, à l'âge de 14 ans pour fréquenter le lycée, puis l'Université de Pretoria. En 2013, elle obtient un diplôme en management du sport.
Nobuhle Dlamini remporte six titres et est classée parmi les dix premiers du classement mondial de golf amateur en 2012. Elle atteint la deuxième place mondiale au début de 2013 et continue sur sa lancée avec des victoires dans le championnat amateur du Cap oriental, le championnat Zwazula Natal, les championnats du Nord-Ouest, le jeu par coups d'Afrique du Sud, le championnat amateur Gauteng. Elle remporte également le prix individuel du WGSA 72 trous. championnats par équipe.

## Carrière professionnelle
Dlamini termine T4 lors des qualifications finales du LET pour la saison 2014 et devient première golfeuse professionnelle de son pays. Au cours de sa première année comme professionnelle, Dlamini joue dans 15 tournois et obtient 4 coupes. Elle commence également  le Pilsen Golf Challenge sur la série LET Access, où elle termine T3, à un coup d'une éliminatoire. En 2015, elle joue  sur la série LET Access avec un meilleur résultat au Larvik Ladies Open, où elle termine troisième, encore une fois à un coup d'une éliminatoire.
En 2016, Dlamini fréquente la LPGA Q-School et participe à trois compétitions sur le Symetra Tour basé aux États-Unis en 2017, obtenant une coupe.
En 2018 et 2019, elle connaît le succès sur le Sunshine Ladies Tour, où elle remporte sept tournois et l'Ordre du mérite 2019.
En 2019, Dlamini est de retour sur le LET, avec des finitions de T12 au Lacoste Ladies Open de France et de T15 à l' Estrella Damm Ladies Open . Elle est T24 au premier Saudi Ladies International en 2020. Elle  commence 2021 avec un T10 à l' Investec South African Women's Open.

## Distinctions

### Victoires du Sunshine Ladies Tour (7)
- 2018 (2) SuperSport Ladies Challenge, Investec Royal Swazi (Dames)
- 2019 (5) Dimension Data Ladies Pro-Am, Joburg Ladies Open, Investec Royal Swazi (Dames), VOG Selborne Ladies Pro-Am, VOG Final Ladies Pro-Am